# Nokia 3660
Nokia 3660 – ulepszona wersja modelu telefonu komórkowego (smartphone) Nokia 3650 firmy Nokia.
Ten model należy do telefonów Series 60 (version 1.2), bazujących na systemie operacyjnym Symbian 6.1
Od swojego poprzednika różni się układem klawiszy oraz wyświetlaczem, który potrafi wyświetlić 65 tys. kolorów (Nokia 3650 tylko 4096).
Ponieważ model 3660 nie był oferowany przez polskich operatorów, w Polsce można tylko spotkać egzemplarze przywiezione indywidualnie z zagranicy. Problemem są wymienne panele do tego modelu, które są znacznie trudniej dostępne niż do modelu Nokia 3650.